# Cruciata valentinae
Cruciata valentinae là một loài thực vật có hoa trong họ Thiến thảo. Loài này được (Galushko) Galushko mô tả khoa học đầu tiên năm 1976.